# Noël Coward
Pour les articles homonymes, voir Coward (homonymie).
Œuvres principales
- Les Amants terribles (1930)
- Sérénade à trois (1933)
- L'esprit s'amuse (1941)

Noël Coward est un dramaturge britannique, né le 16 décembre 1899 à Teddington (Middlesex) et mort le 26 mars 1973 à Port Maria (Jamaïque) . Célèbre pour son esprit, son élégance et son originalité, il fut également acteur, scénariste, parolier, compositeur, réalisateur et producteur. 
Il a été fait Knight Bachelor en 1969 par la reine Élisabeth II.

## Biographie

### Jeunesse et études
Il eut pour mentor l'acteur et dramaturge Charles Hawtrey qui le fit débuter sur scène en 1911 au Garrick Theatre de Londres dans la pièce Where the Rainbow Ends.
Il participa dans sa jeunesse aux fêtes des Bright Young People.

### Carrière
Artiste complet ayant créé au théâtre, à la comédie musicale et à la chanson, il est souvent comparé à Sacha Guitry de par ses thématiques - l'impertinence, le goût de la farce et de la mystification - associées à l'esprit anglais. 

### Vie privée
Homosexuel assumé, Noël Coward vivait avec l'acteur sud-africain Graham Payn (en), mais n'a jamais fait mention de sa relation en public.
Dans le film Heureux Mortels de 1944, qui est une adaptation de sa pièce de théâtre qu'il avait créée cinq ans plus tôt, sa muse est l'actrice britannique Judy Campbell.

## Théâtre
- 1917 : The Last Chapter (Ida Collaborates)
- 1918 : The Rat Trap
- 1918 : Woman and Whisky
- 1920 : I'll Leave It to You
- 1921 : Sirocco
- 1922 : The Better Half
- 1922 : The Queen Was in the Parlour
- 1922 : The Young Idea
- 1923 : Weatherwise
- 1924 : The Vortex
- 1925 : Easy Virtue
- 1925 : Fallen Angels
- 1925 : Week-End (Hay Fever)
- 1926 : Semi-Monde
- 1926 : This Was a Man
- 1927 : Home Chat
- 1927 : The Marquise
- 1929 : Bitter Sweet
- 1930 : Les Amants terribles (Private Lives)
- 1931 : Cavalcade
- 1932 : Post-Mortem
- 1933 : Design for Living (Sérénade à trois)
- 1934 : Point Valaine
- 1935-1936 : Tonight at 8:30, cycle de dix pièces en un acte présentées sous forme de trilogies :
  - Family Album, The Astonished Heart, Red Peppers
  - Hands Across the Sea, Fumed Oak, Shadow Play
  - We Were Dancing, Ways and Means, Still Life (Brève Rencontre)
  - Star Chamber
- 1939 : This Happy Breed
- 1939 : Joyeux Chagrins (Present Laughter)
- 1941 : L'esprit s'amuse (Blithe Spirit)
- 1947 : Long Island Sound
- 1947 : Peace in Our Time
- 1951 : Relative Values
- 1951 : South Sea Bubble
- 1952 : Quadrille (en)
- 1954 : After the Ball, comédie musicale d'après L'Éventail de Lady Windermere d'Oscar Wilde, Globe Theatre (en)
- 1956 : Nude with Violin
- 1957 : Volcano
- 1959 : Look After Lulu
- 1960 : Waiting in the Wings
- 1966 : Suite in Three Keys, trilogie composée de A Song at Twilight, Shadows of the Evening et Come Into the Garden
- 1967 : Star Quality

## Filmographie

### En tant qu'acteur

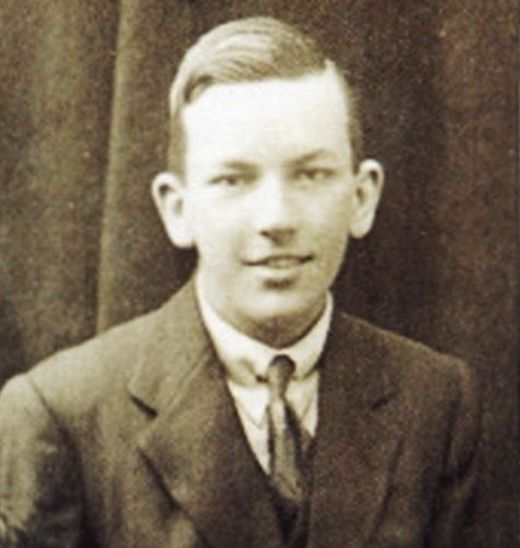
Noël Coward adolescent vers 1914

- 1918 : Cœurs du monde (Hearts of the World) : un villageois
- 1935 : Le Goujat : Anthony Mallare
- 1942 : Ceux qui servent en mer (In Which We Serve) : capitaine Edward V. Kinross
- 1945 : L'esprit s'amuse (Blithe Spirit) : le narrateur
- 1949 : Égarements (The Astonished Heart) : Dr Christian Faber
- 1956 : Le Tour du monde en quatre-vingts jours (Around the World in Eighty Days) de Michael Anderson : Hesketh-Baggott
- 1959 : Notre agent à La Havane (Our Man in Havana) : Hawthorne
- 1960 : Un cadeau pour le patron (Surprise Package) de Stanley Donen : le roi Pavel II
- 1964 : Deux Têtes folles (Paris - When It Sizzles) : Alexander Meyerheim'
- 1965 : Bunny Lake a disparu (Bunny Lake Is Missing) : Horatio Wilson
- 1968 : Boom : The Witch of Capri
- 1969 : L'or se barre (The Italian Job) : Mr. Bridger

#### En tant que scénariste
- 1942 : Ceux qui servent en mer (In Which We Serve) de David Lean (scénario et coréalisation)
- 1945 : L'esprit s'amuse (Blithe Spirit) de David Lean
- 1945 : Brève Rencontre (Brief Encounter) de David Lean (d'après sa pièce Still Life – non crédité)
- 1967 : L'Héritière de Singapour (Pretty Polly)

### En tant que réalisateur
- 1942 : Ceux qui servent en mer (In Which We Serve) (coréalisé avec David Lean)

### En tant que compositeur
- 1942 : Ceux qui servent en mer (In Which We Serve)
- 1949 : Égarements (The Astonished Heart)
- 1963 : Le Concierge

### En tant que producteur
- 1942 : Ceux qui servent en mer (In Which We Serve)
- 1944 : Heureux Mortels (This Happy Breed)
- 1945 : L'esprit s'amuse (Blithe Spirit)
- 1945 : Brève Rencontre (Brief Encounter)

### En tant qu'acteur
- 1956 : Blithe Spirit (en) : Charles Condomine
- 1956 : This Happy Breed : Frank Gibbons
- 1964 : Blithe Spirit : présentateur
- 1964 : Joyeux Chagrins : présentateur
- 1964 : The Vortex  : présentateur
- 1967 : Androcles and the Lion : César

#### En tant que scénariste
- 1937 : Red Peppers
- 1938 : Hands Across the Sea
- 1938 : Red Peppers
- 1939 : The Young Idea
- 1948 : Blithe Spirit
- 1951 : Schlitz Playhouse of Stars (1 épisode)
- 1954 : Producers' Showcase (1 épisode)
- 1955 : Zwischen den Zügen
- 1955 : The 20th Century-Fox Hour (1 épisode)
- 1956 : This Happy Breed (pièce et adaptation)
- 1956 : Ford Star Jubilee (1 épisode)
- 1958 : Red Peppers
- 1959 : ITV Television Playhouse (1 épisode)
- 1961 : The Dinah Shore Chevy Show (en) (1 épisode)
- 1961 : Quadrille
- 1962 : Geisterkomödie
- 1964 : Blithe Spirit
- 1960 : ITV Play of the Week (5 épisodes)
- 1966 : Armchair Theatre (2 épisodes)
- 1967 : Before the Fringe (série télévisée)
- 1968 : Kratak susret
- 1968 : Joyeux Chagrins
- 1968 : The Jazz Age (série télévisée)
- 1968 : ITV Playhouse (3 épisodes)
- 1968 : Estudio 1 (2 épisodes)
- 1969 : The Vortex
- 1969 : Red Peppers
- 1972 : Amouren
- 1973 : Play for Today (1 épisode)
- 1976 : Private Lives
- 1968 : Play of the Month (3 épisodes)
- 1981 : BBC2 Playhouse (3 épisodes)
- 1983 : La Comedia (1 épisode)
- 1985 : Mr. and Mrs. Edgehill (histoire)
- 1985 : Star Quality (histoire)
- 1985 : Bon Voyage (histoire)
- 1985 : Me and the Girls (histoire)
- 1985 : Mrs. Capper's Birthday (histoire)
- 1985 : What Mad Pursuit ? (histoire)
- 1991 : Red Peppers
- 1991 : Tonight at 8.30 (8 épisodes)

### En tant que réalisateur
- 1956 : Blithe Spirit (en)
- 1956 : This Happy Breed

## Adaptations

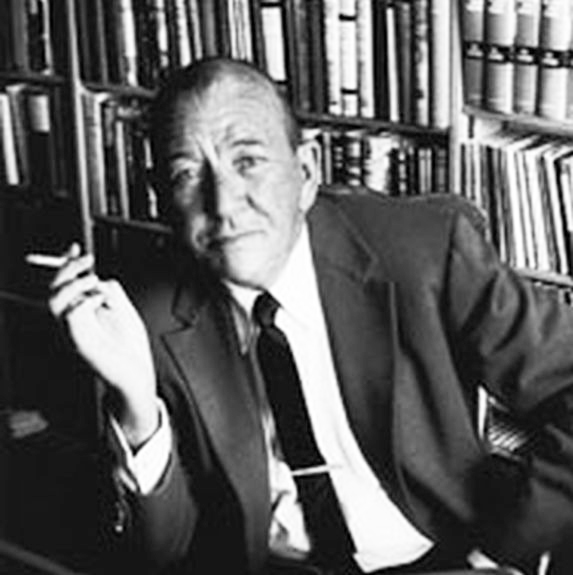
Noël Coward en 1963

### Cinéma
- 1927 : La nuit nuptiale (The Queen Was in the Parlor) de Graham Cutts
- 1928 : Le passé ne meurt pas (d'après Easy Virtue) d'Alfred Hitchcock
- 1928 : The Vortex
- 1931 : Vies privées (d'après Private Lives)
- 1933 : Cavalcade de Frank Lloyd
- 1933 : Tonight Is Ours (d'après The Queen Was in the Parlor)
- 1933 : Bitter Sweet (en)
- 1933 : Sérénade à trois (d'après Design for Living) d'Ernst Lubitsch
- 1936 : Les Amants terribles de Marc Allégret (d'après Private Lives)
- 1940 : Chante mon amour (Bitter Sweet) de W. S. Van Dyke
- 1942 :  Danse autour de la vie (We Were Dancing) (pièce Tonight at 8:30)
- 1944 : Heureux Mortels (This Happy Breed) de David Lean
- 1945 : L'esprit s'amuse (Blithe Spirit) de David Lean
- 1949 : Égarements d'A. Darnborough et Terence Fisher
- 1952 : Meet Me Tonight (d'après Tonight at 8:30)
- 1968 : Parenthesi (d'après Still Life)
- 1987 : Sidste akt
- 2000 : Relative Values d'Eric Styles
- 2009 : Un mariage de rêve (d'après Easy Virtue) de Stephan Elliott
- 2020 : L'esprit s'amuse (Blithe Spirit) d'Edward Hall (en)

### Télévision

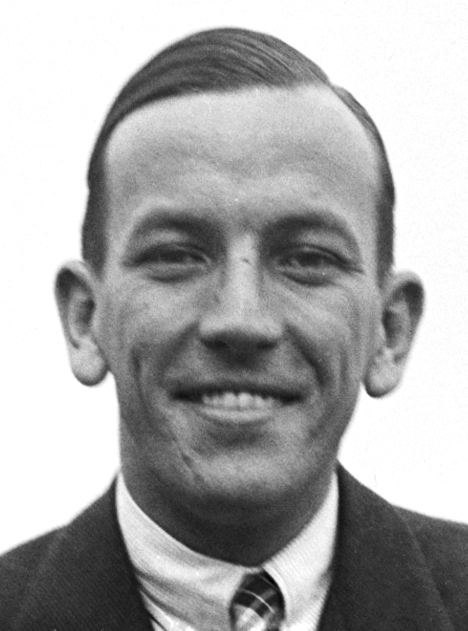
Noël Coward dans les années 1930.

- 1939 : Hay Fever
- 1939 : Private Lives
- 1946 : Blithe Spirit
- 1956 : Blithe Spirit (en)
- 1956 : Det er så yndigt
- 1959 : Fim de Semana no Campo (série TV)
- 1961 : Hooikoorts (pièce Hay Fever)
- 1961 : Zwischen den Zügen
- 1963 : Möblemang i ek
- 1964 : Markisinnan (pièce The Marquise)
- 1964 : Amouren
- 1966 : Quadrille
- 1966 : Oh, diese Geister (pièce Blythe Spirit)
- 1966 : Wechselkurs der Liebe (pièce Relative Values)
- 1966 : Blithe Spirit
- 1966 : Hooikoorts (pièce Hayfever)
- 1969 : Duett im Zwielicht (pièce Duett im Zwielicht)
- 1972 : Joyeux Chagrins
- 1974 : Brève Rencontre (pièce Still Life)
- 1980 : The Marquise
- 1984 : Hay Fever
- 1986 : Quadrille

## Postérité
- En 2020, l'acteur écossais Billy Boyd interprète une version fictionnelle de Noël Coward dans la mini-série Hollywood, diffusée sur Netflix.
- Deux de ses musiques apparaissent notamment dans le jeu vidéo BioShock (2007) : The Party's Over, ainsi que dans sa suite, BioShock 2 (2010) : 20th Century Blues.
- Sa pièce Joyeux Chagrins sera adaptée sous le titre Bagatelle(s) en 1996 pour Michel Sardou qui faisait ainsi ses premiers pas de comédien sur scène à Paris. Si l’intrigue reste la même, elle fut cependant intégralement repensée pour le chanteur. Ainsi le personnage principal n’est plus un comédien de renom mais un chanteur à succès. De même, de nombreux clins d’œil à la carrière du chanteur sont utilisés dans les répliques. En 2025, la pièce retrouve son esprit d’origine sous le titre Coups d’Eclat, en transposant la situation et les personnages à Paris en 1986.

#### Traductions françaises
- Cavalcade, pièce en deux parties / traduction de Jean Calvel. Extr. des Annales, 10 novembre 1935.
- La Marquise, 1936. Extr. de Marianne, 16-23 septembre, 14 et 21 octobre 1936.
- Sérénade à trois, comédie inédite en 3 actes (Design for Living) / adaptée par Jean Bommart, 1936, p. 93-186 ; In-16. In : Les Œuvres libres, n °181, juillet 1936. - Nouvelle Comédie, 25 février 1935.
- Les Amants terribles (Private Lives). Le Printemps de la Saint-Martin (Fallen angels). Paris : Calmann-Lévy, 1946, 319 p.
- Quatuor : comédie en trois actes / adaptation française par Paul Géraldy. Paris : Tallandier, 1955.
- Felicity, comédie en 3 actes / adaptée par Pierre Sabatier. Les Œuvres libres no 342. Nouvelle série. 116. Janvier 1956.
- Amours, délices et protocole (Pomp and Circumstance) / traduit par France-Marie Watkins. Paris : Presses de la Cité, 1961, 315 p.
- Mes girls et moi (Pretty Polly) / traduit par Constance Gallet. Paris : Presses de la Cité, 1965, 255 p.
- Week-end : comédie en 3 actes / Noël Coward. Paris : Éditions de l'Amicale ; Librairie théâtrale, 1968, 96 p.
- Lunes de miel (Private Lives) / adaptation de Eric-Emmanuel Schmitt. Paris : L'Avant-scène, 2004, 116 p.
- Poste restante / adaptation française de Stéphane Laporte. Martel : Éd. du Laquet, 2002, 90 p. (Collection Théâtre en poche). Trad. de : Song at twilight.  (ISBN 2-84523-066-4)

#### Ouvrages sur Coward
- (en) Clive Fisher, Noel Coward, Weidenfeld & Nicolson, 1992  (ISBN 0312070446)
- (en) Stephen Cole, Noël Coward: A Bio-Bibliography, Greenwood press, 1993  (ISBN 0313285993)
- (en) Raymond Mander, Theatrical Companion to Coward: a Pictorial Record of the Theatrical Works of Noël Coward, Oberon Books, 2000  (ISBN 1840020547)
- (en) Barry Day, The Treasures of Noël Coward: Star Quality, Andre Deutsch, 2012  (ISBN 0233003495 et 978-0233003498)